# Historia de los judíos en China
La historia de los judíos en China refiere a la historia del pueblo judío en el actual territorio chino. Los judíos han estado presentes dentro la historia de la antigua China; aunque muchas veces se mantuvieron en la discreción y otras veces activos, los pueblos semitas se distribuyeron principalmente en la región norte y central, pero se concentraron principalmente en los puertos y ciudades.

## Historia

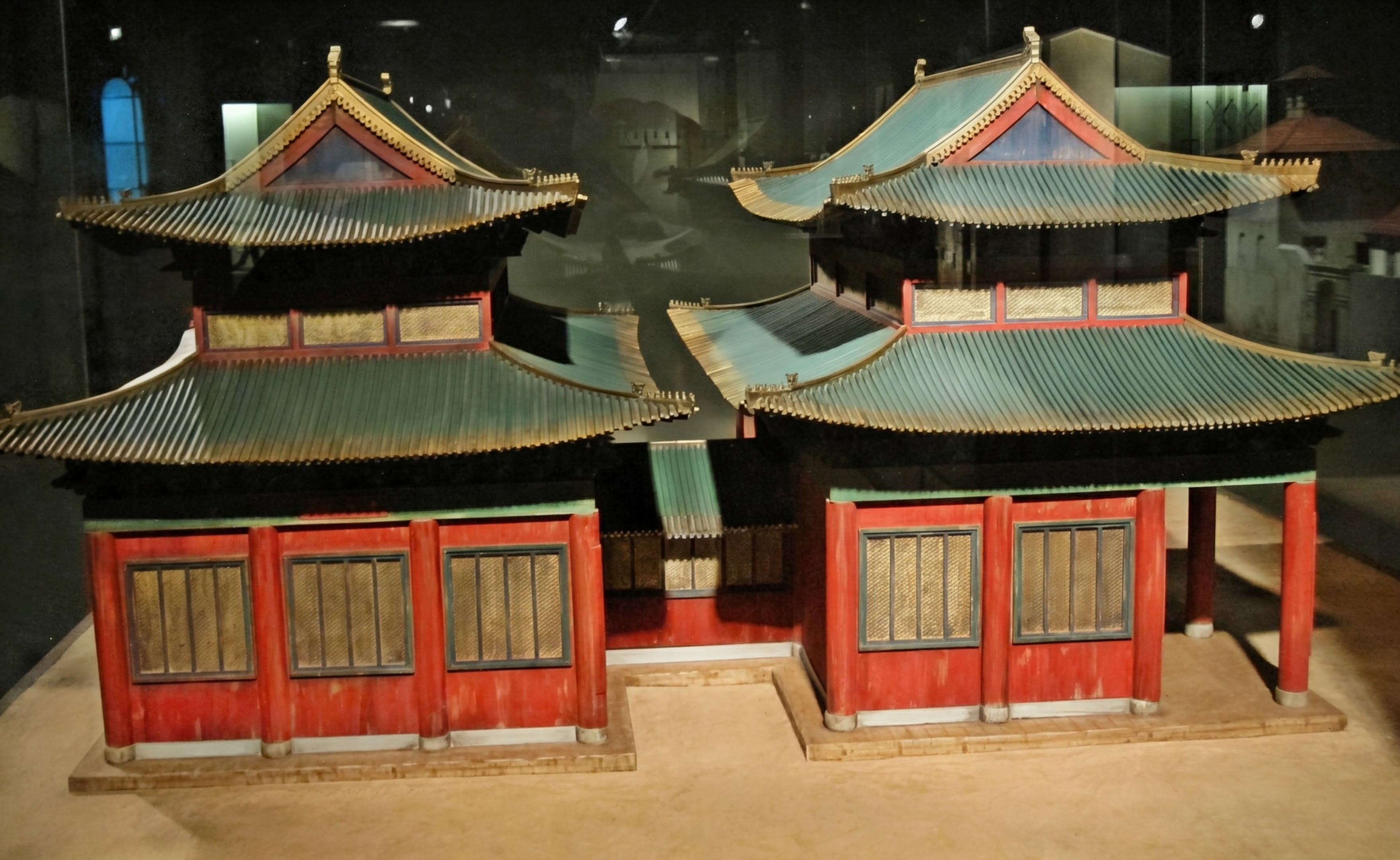
Sinagoga de Kaifeng, Henan (1163).

Había comunidades judías relativamente aisladas desarrolladas a través de la dinastías Tang y Song (siglos VII y XII E.C.) y sobre todo a través de la dinastía Qing.
A fines del s. IX el cronista árabe Ibn Chordabde, jefe de la administración de Correos y Policía de la provincia de Djibal (actual Iraq), escribe en el Libro de las Carreteras y de los Reinos: 

Este es el camino de los mercaderes judíos llamados radanitas... viajan de Occidente a Oriente y regresan tanto por mar como por tierra... Embarcan en el país de los francos (los árabes daban este nombre a los países cristianos europeos), para dirigirse a Faram (Pelusium), allí cargan sus mercancías sobre camellos y toman el camino terrestre hacia Kulsum (Suez), viaje que dura cinco días. Desde Kulsum siguen el camino marítimo a través del Mar de Oriente (Mar Rojo) hacia Aldschar y Jidda (Arabia) y luego siguen hasta Sind, India y China.

La lista de importaciones comprendía alumbre, bálsamo, azafrán, jengibre, nuez moscada, perlas, esmaltes y sobre todo pimienta e incienso.
El mes de julio era el más favorable para proseguir viaje hasta Aden, por el monzón del Oeste con el cual los veleros llegaban a la desembocadura del Indo en cuarenta días. Para regresar usaban el monzón del Este, que sopla de fines de diciembre a principios de enero. Con los juncos chinos se llegaba fácilmente a Java, Sumatra, Indochina y Cantón. Pero era una aventura llena de peligros.  
La segunda ruta comercial de los radanitas seguía su curso por caminos terrestres, atravesando Babilonia, donde había ricas y sabias comunidades judías en las ciudades de Sura y Pumbedita, célebres por sus academias talmúdicas rabínicas. Desde allí llegaban a Oballa (actual Basora), también con una nutrida comunidad judía, antes de embarcar por el océano Índico hacia la India y China. 
Las cuatro rutas conducían a China, cuyo reino alcanzó una gran expansión bajo la dinastía Tang (618-907). Allí los radanitas encontraban correligionarios establecidos desde tiempos antiguos.
En 1605 el Mateo Ricci, un sacerdote jesuita misionero en China, descubre a judíos en Kaifeng, la capital de China desde 907 hasta 1126. Un joven llamado Ai, le da una explicación increíble. Los judíos chinos tienen una tradición que afirma que llegaron con Tamerlán, el célebre conquistador mongol. Al final el padre Ricci tropezó con una gran comunidad. Los restos de una gran sinagoga en este lugar pudieron ser datados en el siglo XIII. Sin embargo Tamerlán vivió un siglo más tarde. Por tanto los habitantes de Kai-feng-fu tenían que haber estado en el país desde antes.
Pronto aparecieron pruebas de que en efecto en épocas anteriores habían vivido judíos en China. Suleiman, un mercader árabe, observa en un relato datado antes del año 900 que ha encontrado judíos en todas las ciudades importantes del Celeste Imperio, que hablaban hebreo y lo reciben con hospitalidad. También existen narraciones de un comerciante hebreo llamado Eldad ha-Dani, el cual regresó tras una vida llena de aventuras desde China a Cairuán, Túnez, en 880, que habla de tribus judías en China. El mismo fue llevado allí como prisionero y redimido por otro judío. También hay otros textos que mencionan la existencia de judíos en Cantón por esa misma época.
Todavía no se ha estudiado ni valorado en profundidad los numerosos documentos chinos en los que aparecen datos sobre judíos. Incluso algunos historiadores nostálgicos, como M. N. Adler, hablan de que parte de las diez tribus perdidas, podrían haber hallado refugio en China. En cambio la historia de los judíos en la India sí que está más documentada y es más conocida. Pero lo cierto es que la actividad de los radanitas llegó a su fin hacia el año 900, pues tras la caída de la dinastía Tang en 907, se cortaron las relaciones con Occidente. El reino judío de los jázaros situado entre el Cáucaso y el mar Negro se derrumbó. Los asaltos de los tártaros bloquearon las vías de comunicación. Las comunidades de India y China quedaron desgajadas y comenzó su desmoronamiento.
En el momento de la creación de la República Popular de China en 1949, pocos, si es que se conociera cualquier judío nativo chino, habían mantenido la práctica de su religión y su cultura. A finales del siglo XIX y principios del siglo XX, los inmigrantes judíos del mundo occidental llegaron con influencias comerciales, en particular a los centros comerciales de Hong Kong, que fue durante un tiempo una colonia británica, Shanghái (la Concesión Internacional de Shanghái y la Concesión francesa de Shanghái) y la ciudad de Harbin en Manchuria (muchos viajaron con el Ferrocarril Transiberiano)
En la primera mitad del siglo XX, miles de refugiados judíos que huían de la Revolución Rusa de 1917 y el Holocausto en Europa, llegaron a China. El consul Chino en Viena, Ho Feng-Shan, arriesgando su propia vida y carrera aprobó velozmente los pedidos de visado de miles de judíos que buscaban refugio de los nazis.
Hoy, con la actual expansión del comercio y la globalización, judíos de muchas etnias de múltiples regiones del Mundo se han asentado de manera permanente y temporal en las principales ciudades de China. Éste es considerado uno de los grupos étnicos oficialmente sin distinción en China. Si bien el antisemitismo es mínimo, existen crecientes restricciones a la libertad de culto.